# Alexios Mar Eusebius
Euzebiusz (ur. 25 maja 1964) – duchowny Malankarskiego Kościoła Ortodoksyjnego, od 2022 biskup Kalkuty. Sakrę biskupią otrzymał 19 lutego 2009 jako ordynariusz południowo-zachodniej Ameryki.
Od listopada 2022 jest biskupem Kalkuty.